# Libia en los Juegos Olímpicos de Moscú 1980
Libia estuvo representada en los Juegos Olímpicos de Moscú 1980 por un total de 29 deportistas, 27 hombres y 2 mujeres, que compitieron en 5 deportes.
El equipo olímpico libio no obtuvo ninguna medalla en estos Juegos.